# Calcigorgia japonica
Calcigorgia japonica is een zachte koraalsoort uit de familie Acanthogorgiidae. De koraalsoort komt uit het geslacht Calcigorgia. Calcigorgia japonica werd in 2007 voor het eerst wetenschappelijk beschreven door Dautova. 